# Gare de Ninohe
La gare de Ninohe (二戸駅, Ninohe-eki) est une gare ferroviaire de la ville de Ninohe, dans la préfecture d'Iwate, au Japon. Elle est exploitée conjointement par la JR East et la compagnie privée Iwate Galaxy Railway.

## Situation ferroviaire
La gare est située au point kilométrique (PK) 562,2 de la ligne Shinkansen Tōhoku et au PK 70,8 de la ligne Iwate Galaxy Railway.

## Histoire
La gare a été inaugurée le 20 décembre 1891 sous le nom de gare de Fukuoka (福岡駅). En 1921,elle est renommée gare de Kita-Fukuoka (北福岡駅) avant de prendre son nom actuel en 1987. Le Shinkansen dessert la gare depuis le 1er septembre 2002.

## Service des voyageurs

### Accueil
La gare dispose d'un bâtiment voyageurs, avec guichets, ouvert tous les jours.

### Desserte
- Ligne Shinkansen Tōhoku :
  - voie 1 : direction Morioka, Sendai et Tokyo
  - voie 2 : direction Shin-Aomori
- Ligne Iwate Galaxy Railway :
  - voie 1 : direction Morioka
  - voie 3 : direction Hachinohe